# Anomalía verdadera

Diagrama donde se indican la anomalía media, anomalía excéntrica, y anomalía verdadera, la órbita y la circunferencia principal. La anomalía verdadera es el ángulo entre los segmentos sP y sZ.

En una órbita elíptica de un satélite alrededor de un planeta (o de un cuerpo alrededor de otro cuerpo de mayor masa), se define la anomalía verdadera como el ángulo que forman las líneas foco-satélite y foco-periapsis. Se designa por {\displaystyle \nu \ }.
La anomalía verdadera es un parámetro que sirve para identificar la posición de un satélite a lo largo de su órbita. Así, si la anomalía verdadera es 0º, el satélite se encuentra en el periapsis, mientras que si es 180°, se encuentra en el apoapsis.
Se relaciona con la anomalía excéntrica {\displaystyle E} mediante:
{\displaystyle \tan {\frac {\nu }{2}}={\sqrt {\frac {1+e}{1-e}}}\tan {\frac {E}{2}}}
donde {\displaystyle e} es la excentricidad.

## Ejemplo
El planeta Marte tiene un año sidéreo de 686,98 días y una excentricidad {\displaystyle e=0,09341}; queremos calcular la anomalía verdadera 80 días después de que el planeta pase por el perihelio.
- {\displaystyle M=41,9226^{\circ }} (ver Anomalía media).
- {\displaystyle E=45,75668} (ver Ecuación de Kepler, Método de las aproximaciones sucesivas).
- Conocida la anomalía excéntrica sólo queda aplicar la fórmula:

{\displaystyle \tan {\frac {\nu }{2}}={\sqrt {\frac {1+e}{1-e}}}\tan {\frac {E}{2}}=1,09821\times 0,42197=0,463412} Así que la anomalía verdadera {\displaystyle \nu =49,7272^{\circ }}